# Arrondissement di Sens
L'arrondissement di Sens è una suddivisione amministrativa francese, situata nel dipartimento della Yonne e nella regione della Borgogna-Franca Contea.

## Composizione
L'arrondissement di Sens raggruppa 108 comuni in 10 cantoni:
- Cantone di Cerisiers
- Cantone di Chéroy
- Cantone di Pont-sur-Yonne
- Cantone di Saint-Julien-du-Sault
- Cantone di Sens-Nord-Est
- Cantone di Sens-Ovest
- Cantone di Sens-Sud-Est
- Cantone di Sergines
- Cantone di Villeneuve-l'Archevêque
- Cantone di Villeneuve-sur-Yonne